# Vaide
Vaide (livisch Vaid) ist ein Dorf in der Gemeinde Kolka im Bezirk Talsi an der Irbenstraße der Ostsee. Der Ort liegt zwischen der Küste und dem Kukšupe-Tal, 9 km vom Zentrum der Gemeinde Kolka, 34 km von Dundaga und 185 km von Riga entfernt. Es ist eines der zwölf livländischen Dörfer an der Küste.
Das Dorf wurde in historischen Urkunden bereits 1582 erwähnt. 1736 waren im Gemeinderegister von Dundaga zwei Bauernhöfe in Vaide eingetragen: Lekši und Žonaki. Bei der Volkszählung im Frühjahr 1935 wohnten in Vaide 106 Menschen, darunter 40 Liven, 60 Letten, ein paar Esten und Deutsche. Damals gab es im Dorf Vaide 21 Bauernhöfe.
Der Ursprung des Ortsnamens ist mit dem livischen Wort vait verbunden – „zwischen“, weil es am bequemsten war, über Vaide nach Saaremaa zu gehen.
An der Küste steht der Leuchtturm Saunags, der jedoch nur noch als unbeleuchtetes Seezeichen dient.

## Bedeutende Einwohner
- Nika Polmanis (1823–1903), die erste gut gebildete Livin, wurde auf Hof „Lāži“ in Vaide geboren. Er war Lehrer an der Schule in Mazirbe und Küster an der Kirche in Kolka.
- Sein ganzes Leben verbrachte hier der livische Dichter Alfons Bertholds (1910–1993), der ein bekanntes Gedicht seiner neben dem Haus wachsenden Rieseneiche widmete. Mit diesem Hof „Žonaki“ ist die weitläufige Familie Bertholds verbunden, die durch viele weltweit berühmte Künstler und Wissenschaftler bekannt wurde.
- Poulin Klavin (lettisch Paulīne Kļaviņa, 1918–2001), eine von nur einer Handvoll Muttersprachler(inne)n der Livischen Sprache und bekannte Autorin, wurde in Vaide geboren. Poulin half auch, das berühmte livländische Volksmusikensemble „Līvlist“ aufzubauen.
- Eine der ersten Datschen an der livländischen Küste wurde hier in den 1960er Jahren von der Familie Gorniks gebaut. Später nannten seine Nachkommen ihre berühmte Bekleidungsmarke und ihre Ladenkette „VAIDE“. Die hochwertigen Produkte werden  weltweit, auch in Deutschland vertrieben.[1]
- In Vaide befindet sich auch die Sommerresidenz des ehemaligen lettischen Präsidenten Andris Bērziņš.
- Es gibt auch ein privates Museum, eine Gehörnsammlung, die über 40 Jahre vom Förster und ehemaligen Leiter des Slītere-Nationalparks Edgar Hausmaņ zusammengetragen wurde. Die Sammlung ist auf dem Gutshof  „Purvziedos“  in Vaide zu sehen. Sie besteht aus mehr als 550 Exponaten, davon etwa 350 Elchgeweihe.[2][3][4][5][6]